# Spreading the Disease
Spreading the Disease és el segon àlbum d'estudi del grup americà de thrash metal Anthrax i el primer amb el cantant Joey Belladonna i el baixista Frank Bello. Va ser publicat el 30 d'octubre de 1985 per Megaforce Worldwide/Island als EUA i el març de 1986 per Island Records globalment.

## Llista de cançons
1. "A.I.R." (Anthrax) – 5:45
2. "Lone Justice" (Anthrax) – 4:36
3. "Madhouse" (Anthrax) – 4:19
4. "S.S.C./Stand or Fall" (Anthrax) – 4:08
5. "The Enemy" (Anthrax) – 5:25
6. "Aftershock" (Anthrax) – 4:28
7. "Armed and Dangerous" (Anthrax, Neil Turbin, Danny Lilker) – 5:43
8. "Medusa" (Anthrax Jon Zazula) – 4:44
9. "Gung-Ho" (Anthrax, Turbin, Lilker) – 4:34

## Personal
- Joey Belladonna – Cantant
- Dan Spitz – Guitarra
- Scott Ian – Guitarra rítmica, veu de fons
- Frank Bello – Baix, veu de fons
- Charlie Benante – Bateria